# حكومة الطاهر بن عمار

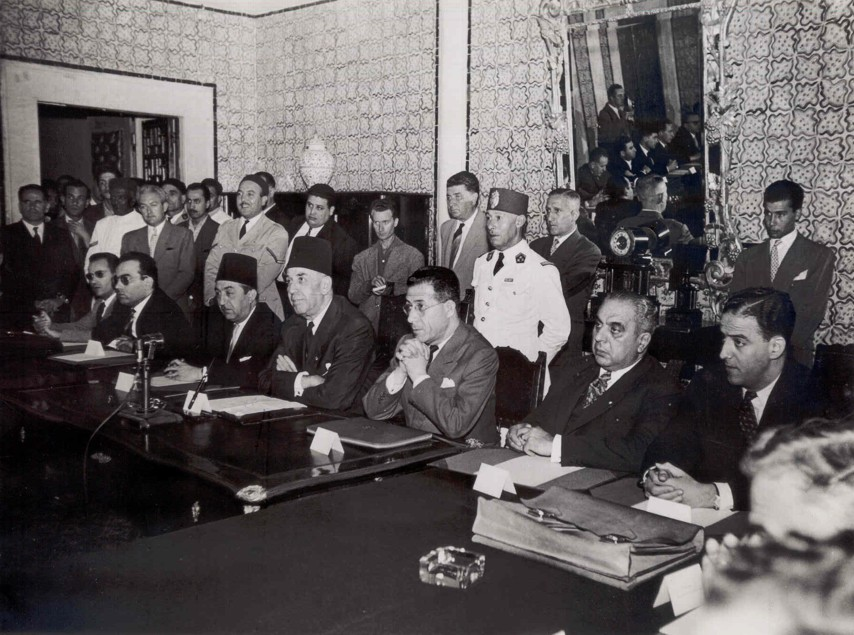
أعضاء الحكومة.

حكومة الطاهر بن عمار هي حكومة تونسية ترأسها الطاهر بن عمار. هي أخر حكومة تونسية تشكلت قبل استقلال تونس أثناء الحماية الفرنسية. كانت هذه الحكومة الطرف المفاوض حول الاستقلال الداخلي، وبهذا أصبحت أول حكومة تونسية بعد الاستقلال وذلك لمدة عدة أسابيع.

## أعضاء الحكومة
| الصورة            | الوزارة                            | الاسم                               | الحزب             | الحزب                      |
| الوزراء التونسيون | الوزراء التونسيون                  | الوزراء التونسيون                   | الوزراء التونسيون | الوزراء التونسيون          |
| ----------------- | ---------------------------------- | ----------------------------------- | ----------------- | -------------------------- |
|                   | الوزير الأكبر                      | الطاهر بن عمار                      |                   | مستقل                      |
|                   | وزير دولة                          | العزيز الجلولي                      |                   | مستقل                      |
|                   | وزير دولة                          | المنجي سليم                         |                   | الحزب الحر الدستوري الجديد |
|                   | وزير النقل                         | الشاذلي رحيم                        |                   | اشتراكي                    |
|                   | وزير الفلاحة                       | علي بلحاج (حتى 26 سبتمبر 1955)      |                   | مستقل                      |
|                   | وزير الفلاحة                       | الطاهر بن عمار (منذ 26 سبتمبر 1955) |                   | مستقل                      |
|                   | وزير العدل                         | الصادق المقدم                       |                   | الحزب الحر الدستوري الجديد |
|                   | وزير الصحة                         | طاهر الزاوش                         |                   | مستقل                      |
|                   | وزير دولة                          | محمد المصمودي                       |                   | الحزب الحر الدستوري الجديد |
|                   | وزير التجارة                       | الهادي نويرة                        |                   | الحزب الحر الدستوري الجديد |
|                   | وزير التنمية الحضرية والاسكان      | نصر بن سعيد                         |                   | مستقل                      |
| الوزراء الفرنسيون |                                    |                                     |                   |                            |
|                   | مدير المالية                       | جان غاستون فريسيه                   | جان غاستون فريسيه | جان غاستون فريسيه          |
|                   | مدير الأشغال العامة                | جان ماتيو                           | جان ماتيو         | جان ماتيو                  |
|                   | مدير التعليم العام والفنون الجميلة | لوسيان بي                           | لوسيان بي         | لوسيان بي                  |
|                   | مدير البريد والبرق والهاتف         | أندريه بلانشار                      | أندريه بلانشار    | أندريه بلانشار             |

## التحويرات الوزارية

### أعضاء الحكومة الجديدة
| الصورة | الوزارة                    | الاسم                                                                                  |
| ------ | -------------------------- | -------------------------------------------------------------------------------------- |
|        | الوزير الأكبر              | الطاهر بن عمار                                                                         |
|        | وزير الداخلية              | المنجي سليم                                                                            |
|        | وزير الخارجية              | روجيه سيدو (لا يحضر مجالس الوزراء لكي لا يثير مشاعر التونسيين، ولكنه يؤدي مهمته كاملة) |
|        | وزير العدل                 | موسى الكاظم بن عاشور                                                                   |
|        | وزير التربية               | الجلولي فارس                                                                           |
|        | وزير المالية               | الهادي نويرة                                                                           |
|        | وزير الصحة                 | الصادق المقدم                                                                          |
|        | وزير الفلاحة               | محمد بدرة                                                                              |
|        | وزير البريد والبرق والهاتف | الشاذلي رحيم                                                                           |
|        | وزير الاقتصاد              | محمد المصمودي                                                                          |
|        | وزير الأشغال العامة        | عز الدين العباسي                                                                       |
|        | وزير التخطيط العمراني      | ألبير بسيس                                                                             |
|        | وزير الشؤون الاجتماعية     | فتحي زهير                                                                              |